# Mezquita Haji Heybat
La mezquita Haji Heybat ( en idioma azerí:Hacı Heybət məscidi), es una mezquita histórica del siglo XVIII. Forma parte de la Ciudad Vieja y está situada en la calle Kichik Gala, en la ciudad de Bakú capital de Azerbaiyán. Es un monumento de importancia local, según el Registro nacional de monumentos históricos en Azerbiyán con n.º 2167.

## Historia
La mezquita fue construida en 1791 (1206 del calendario de Héjira). Realizada por el arquitecto Hаji Hеybat Amir Ali Oghlu.

## Características arquitectónicas
La mezquita es pequeña y se encuentra en una pequeña franja incluida entre la disputa de barrios, cerca del conjunto del Palacio de los Shirvanshah. En el plano, la mezquita tiene la forma de un cuadrilátero. Consta de un vestíbulo cuadrado, una sala de servicio y una sala de culto con nichos.
La estructura arquitectónica y constructiva de la mezquita es de estilo local y pertenece a la Escuela de Arquitectura Shirvan-Apsheron. La mezquita también consta de cúpulas de piedra y arcos apuntados. La entrada es de expresión sencilla con corona e inscripciones epigráficas sobre temas del Corán y con información sobre el arquitecto del monumento que indican el valor de la mezquita. En el interior de la sala de culto, en una de las esquinas, hay una tumba correspondiente al arquitecto y su esposa. En 1998 se descubrieron dos habitaciones durante las excavaciones arqueológicas.

## Galería

Diversas vistas de la mezquita
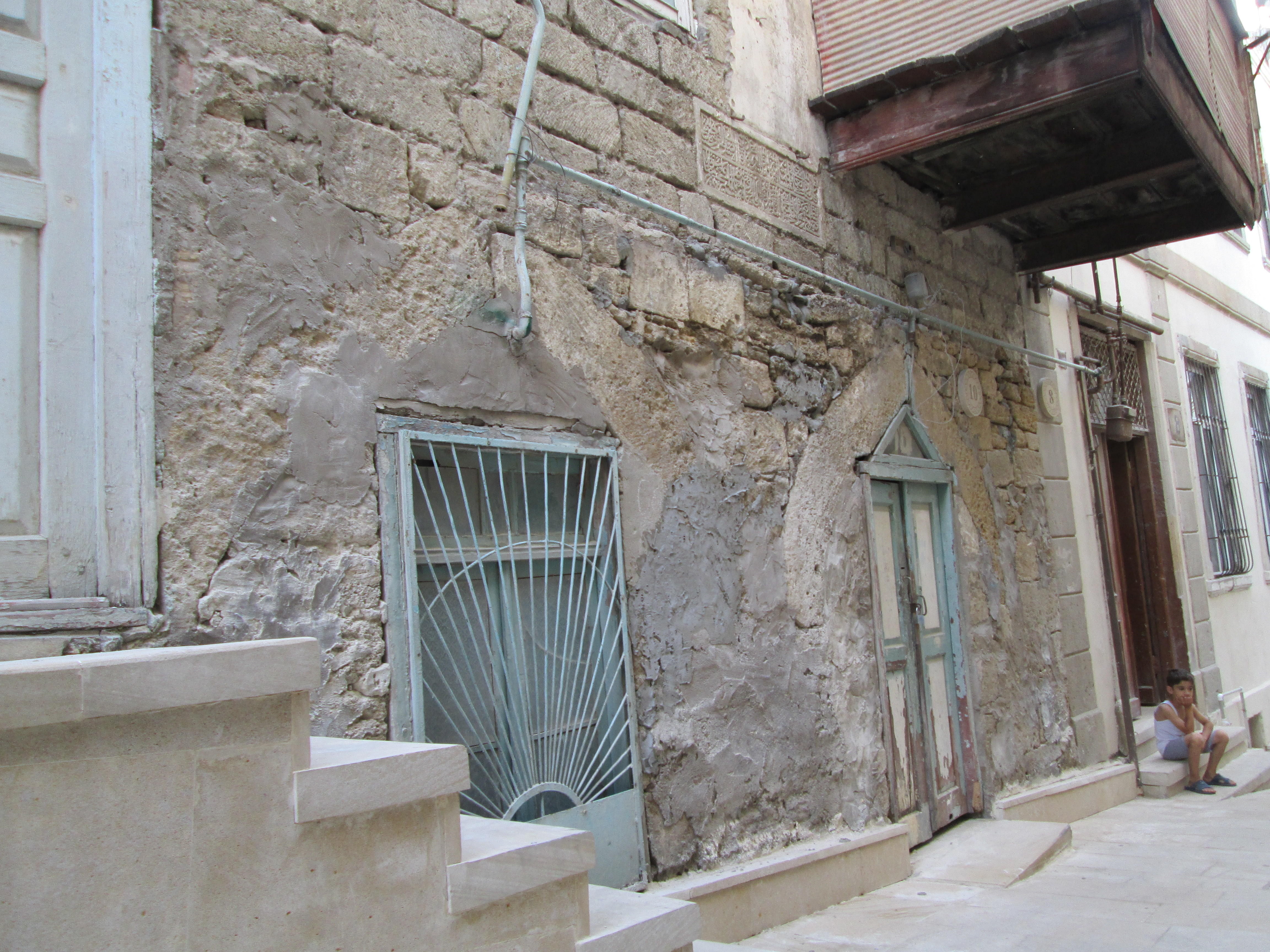
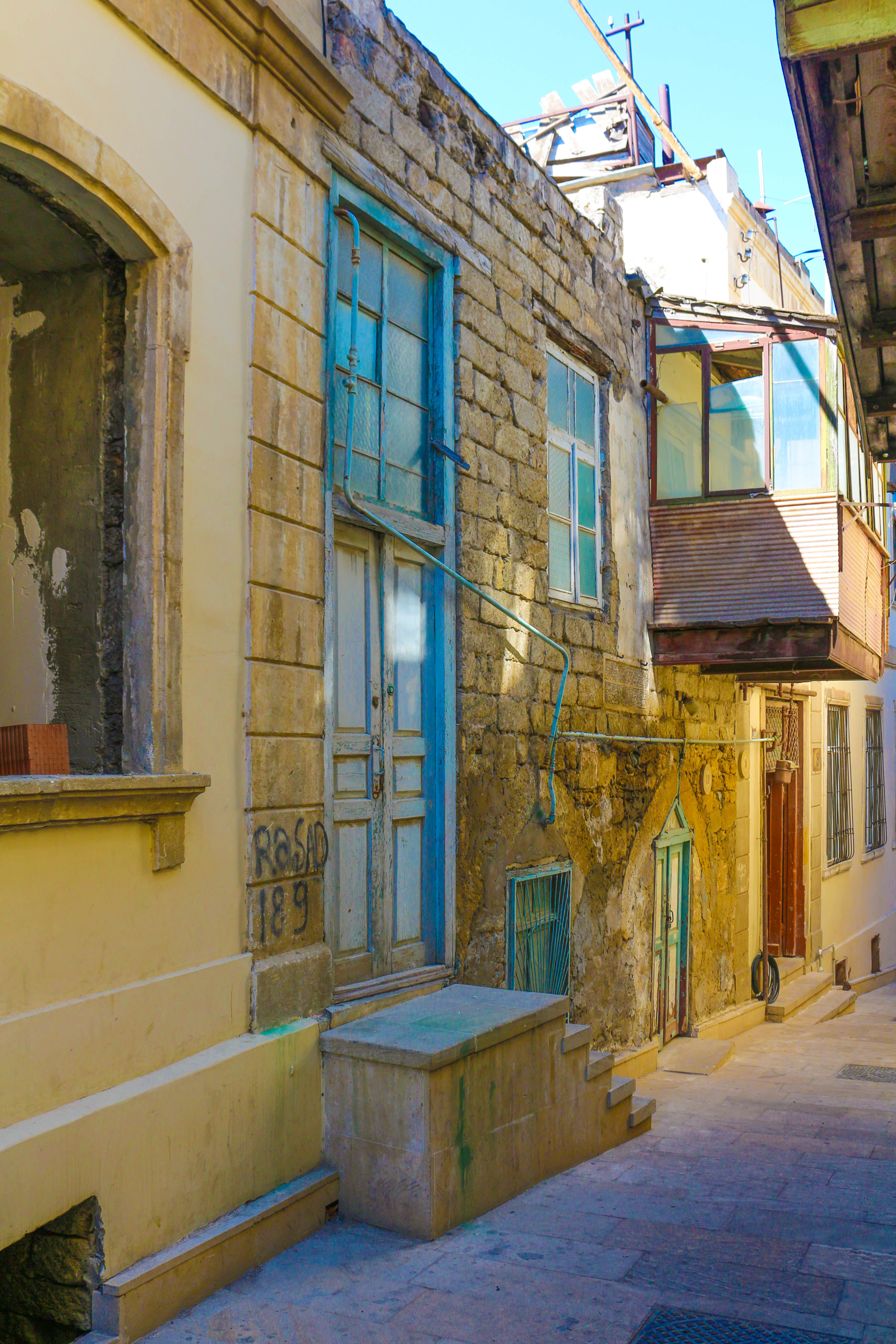
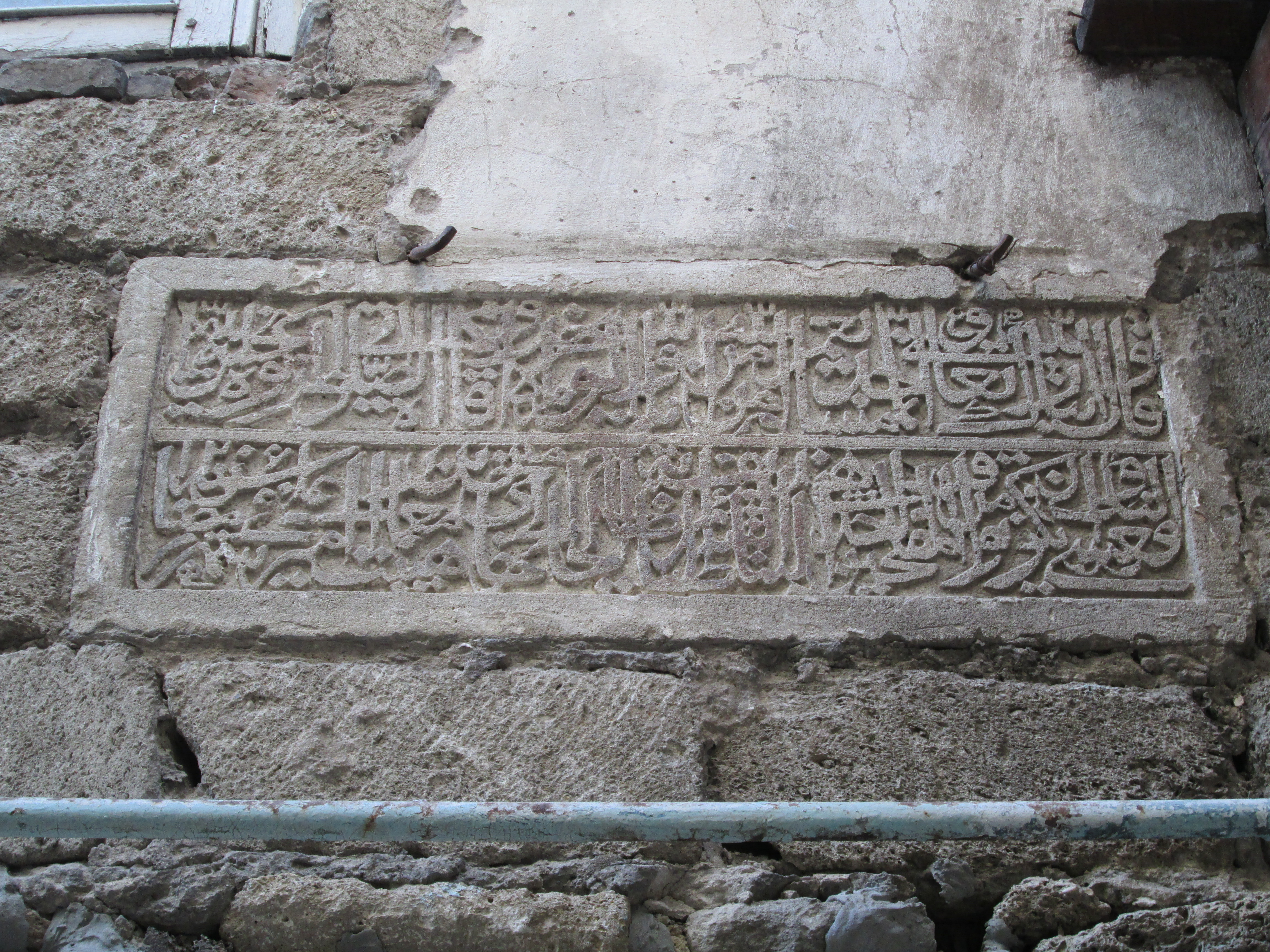
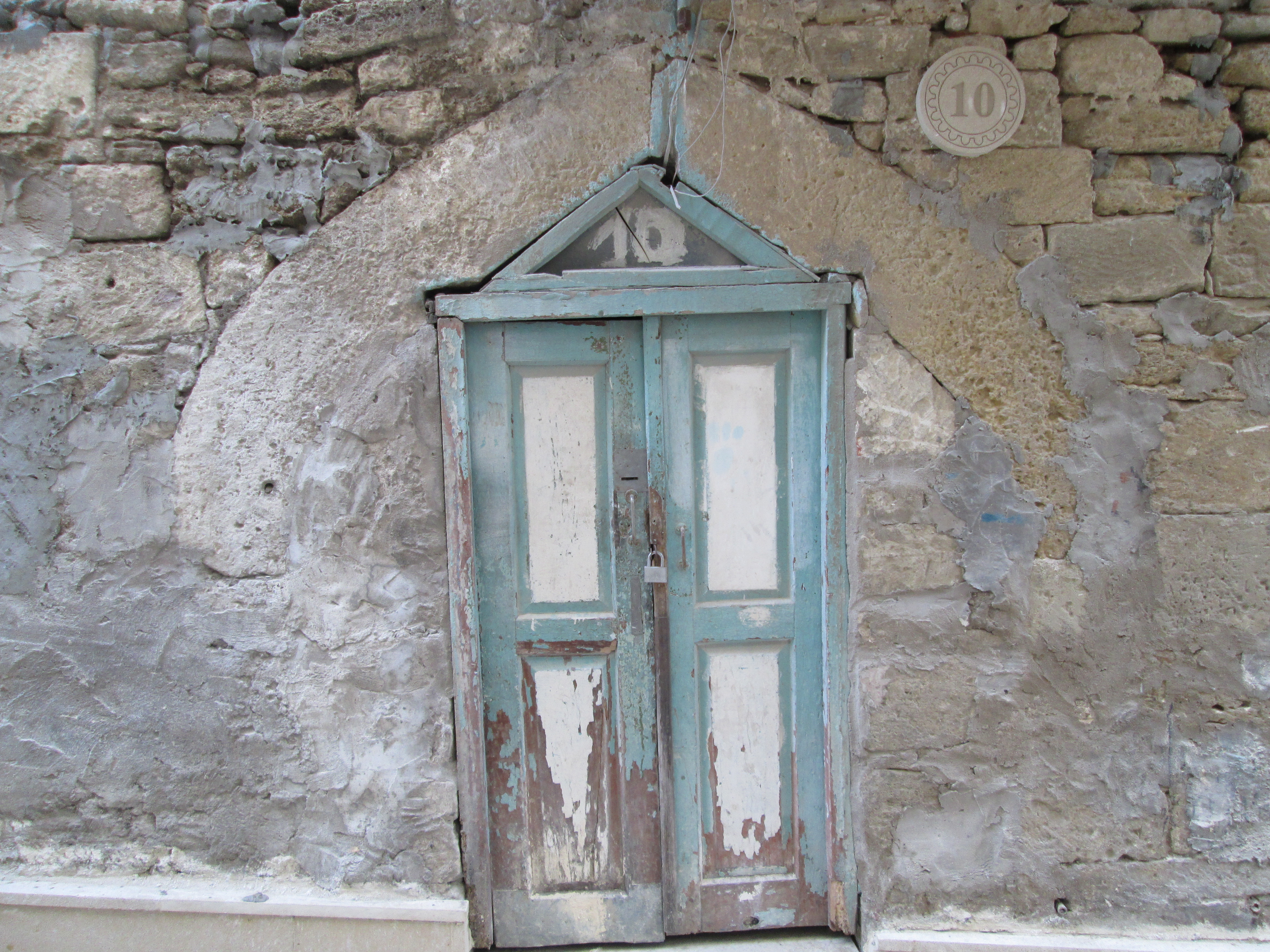